# Michael Pitiot
Pour les articles homonymes, voir Pitiot.
Michael Pitiot est un réalisateur français né le 14 juillet 1970 à Bagneux.

## Biographie
Michael Pitiot tourne ses premiers reportages au Zaïre en 1991 alors qu'il poursuit ses études d'ingénieur à l'Université de technologie de Compiègne. Puis il est recruté comme attaché audiovisuel à l’ambassade de France au Vietnam chargé de la coopération avec la radio et télévision de Hô-Chi-Minh-Ville (Vietnam), poste qu’il occupe de 1993 à 1998.
De 1998 à 2000, il rentre en France à bord d’une jonque chinoise baptisée Sao Mai qu’il a fait construire avec Marielle Laheurte et une équipe de 30 volontaires de tous les horizons (dont le lieutenant de vaisseau Pierre Guillaume dit le Crabe-Tambour et le photographe Thomas Goisque). Il réalise le documentaire L'Odyssée de Sao Mai pour France 2 et rédige deux récits sur cette expédition.
De 2001 à 2003, il organise avec le reporter Arnaud de La Grange le projet Portes d’Afrique, circumnavigation africaine de douze grands écrivains parmi lesquels Erik Orsenna, J. M. G. Le Clézio ou encore Jean-Christophe Rufin. Il dirige aussi pour Arte la série documentaire de ce voyage littéraire et journalistique et réalise les deux 52 minutes Rivages d’Afrique, Côte Ouest et Rivages d’Afrique, Côte Est.
En 2003, il tourne un road movie en super 8 avec Laurent Lepesant à travers l’ex-empire soviétique qui le mène en Afghanistan. Il écrit en 2004 avec l’illustratrice Cloé Fontaine – qui deviendra son épouse - un récit de voyage Bhoutan, voyage au pays de Bouddha sur les charpentiers bâtisseurs de temples au Bhoutan.
À partir de 2006, il écrit avec le journaliste Daniel Duhand un scénario sur l’histoire oubliée des Poilus d’Alaska en 1915. La même année, il rejoint Tara Expéditions pour développer les documentaires de la mission. En parallèle, il publie en 2009 une histoire de la piraterie, illustrée par Ségolène Marbach. En 2010, il réalise pour France Télévisions une série documentaire en quatre épisodes sur la mission Tara Oceans, coécrite avec Thierry Ragobert et Frédéric Lossignol sur une musique originale de Gérard Cohen-Tannugi.

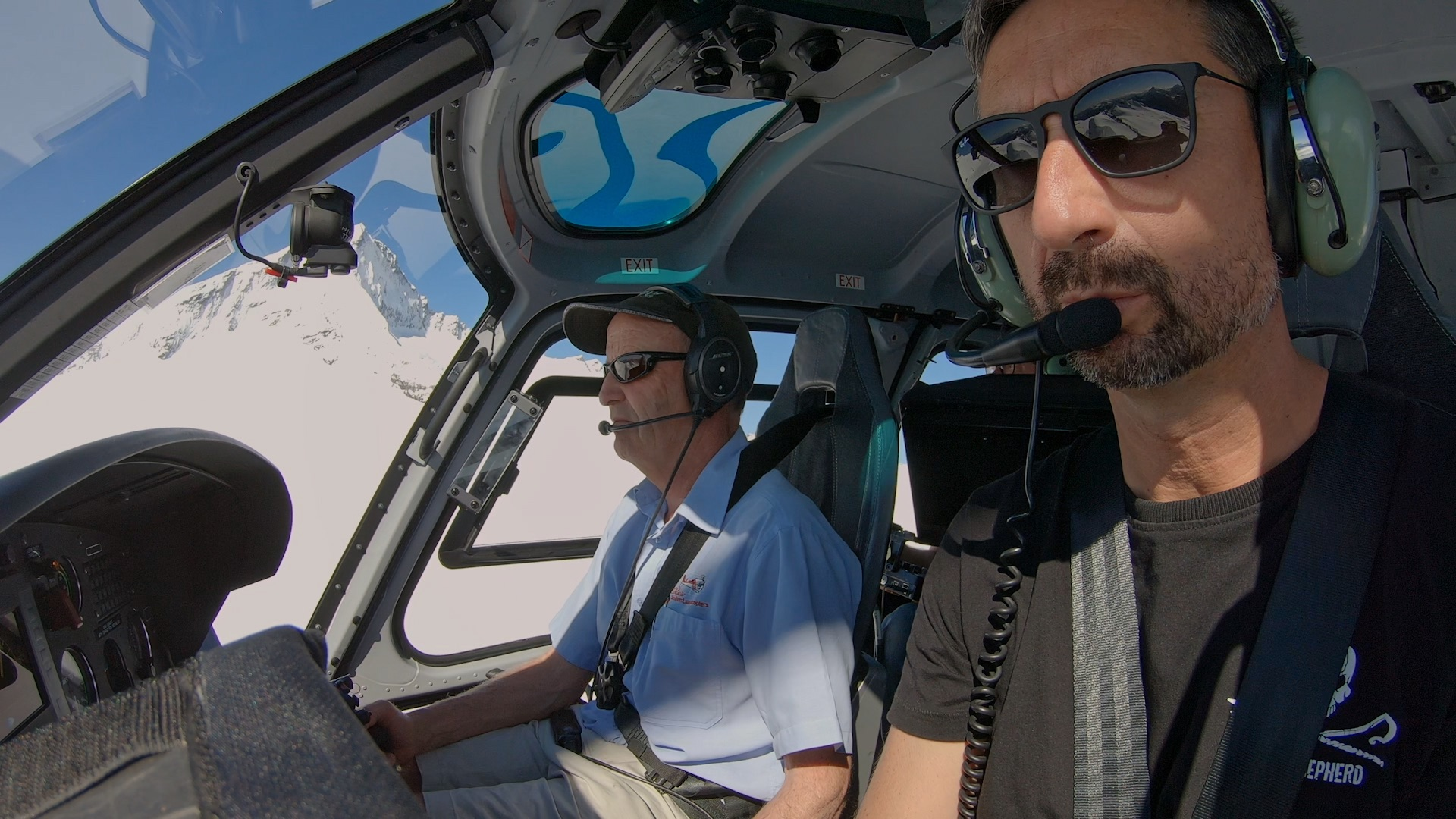
Michael Pitiot et son pilote d'hélicoptère, à proximité du Mont Cook.

Il rencontre peu après le réalisateur et photographe Yann Arthus-Bertrand avec lequel il coréalise Planète Océan, long métrage documentaire sur l’homme et l’océan. Ce film remporte le Best Cinematography Award du Blue Festival de Monterey (Californie, USA),. Planète Océan est le premier film d’une collaboration qui produira six autres longs métrages documentaires : Méditerranée, en 2013, qui traite des civilisations humaines dans le bassin méditerranéen. Puis Algérie, en 2015, avec l'aide de Yazid Tizi. En 2016, à la suite de Planète Océan, naît le projet Terra, un film qui raconte une histoire naturelle de l'humanité pour appeler au respect de la vie sur Terre. Michael Pitiot adapte en bande dessinée l’histoire vraie des Poilus venus d’Alaska et consacre du temps à l’écriture de projets de fictions. Entre la réalisation d'Égypte vu du ciel et une participation au projet Legacy, il s’attelle à une histoire naturelle de France avec le géologue Arnaud Guérin. France, le fabuleux voyage s'efforce de mettre en image la France telle qu'elle était il y a des millions d’années. 

## Filmographie
- 2001 : L'Odyssée de Sao Mai[12],[13]
- 2003 : Durban Zulu
- 2004 : Rivages d’Afrique, Côte Est
- 2005 : Rivages d’Afrique, Côte Ouest
- 2006 : Poilus d’Alaska[3]
- 2008 : Tara, voyage au cœur de la machine climatique
- 2009 : Au cœur d’une expédition polaire
- 2010 : Le monde secret,[14]
- 2010 : Le pacte sacré[15]
- 2010 : Le grand bloom
- 2011 : L’alliance perdue
- 2012 : Planète Océan
- 2012 : Voyage aux sources de la vie
- 2013 : Méditerranée[16]
- 2015 : Algérie vue du ciel
- 2015 : Océans, le Climat, les hommes et la mer de Christophe Cousin
- 2016 : Terra
- 2017 : Maroc vu du ciel[17] d'Ali Baddou
- 2018 : Orient-Express, le voyage d’une légende de Louis-Pascal Couvelaire
- 2018 : Des hommes du bout du monde
- 2019 : Égypte vu du Ciel
- 2020 : In Conversation with Eileen Gray[18]
- 2020 : Legacy de Yann Arthus-Bertrand
- 2021 : France, le Fabuleux Voyage[19]
- 2025 : Fabuleuse Provence

## Publications
- 2001 : De Saigon à Saint Malo, visions de la jonque Sao Mai, (avec M. Laheurte, B. de Miollis et T. Goisque), Transboréal  (ISBN 978-2913955066)[20]
- 2002 : Pour les yeux d'une jonque, (avec M. Laheurte), Glénat  (ISBN 978-2723436977)
- 2003 : Sillage d’Afrique, (avec A. de la Grange et A. Tarneaud), Gallimard  (ISBN 978-2742411917)
- 2005 : Bhoutan, voyage au pays de Bouddha, Presses de la Renaissance  (ISBN 978-2750900762)
- 2009 : Pirates, Glénat  (ISBN 978-2723471299)